# 马尼穆塔鲁
马尼穆塔鲁（Manimutharu），是印度泰米尔纳德邦Tirunelveli县的一个城镇。总人口12290（2001年）。

## 人口
该地2001年总人口12290人，其中男性6048人，女性6242人；0—6岁人口1313人，其中男663人，女650人；识字率74.13%，其中男性为80.36%，女性为68.09%。